# Gnophos cymbalariata
Gnophos cymbalariata là một loài bướm đêm trong họ Geometridae.